# Баксу
Баксу — балка (річка) в Україні, у Ленінському районі Автономної Республіки Крим, на сході Керченського півостріва.

## Опис
Довжина річки 7,5 км, площа басейну водозбору 17,5  км², найкоротша відстань між витоком і гирлом — 3,44  км, коефіцієнт звивистості річки — 2,18 . Формується багатьма безіменними струмками та загатами.

## Розташування
Бере початок на південно-східній околиці села Глазівка. (до 1948 — Бакси, крим. Baqsı) . Тече переважно на південний схід і неподалік від села Жукове (частина міста Керч) впадає у безіменне озеро біля Керченської переправи.

## Цікавий факт
- На річці існувало декілька водяних млинів[3].
- Біля гирла річки пролягає автошляш E97 (європейський автошлях Херсон — Поті)[2].